# Albrechtsberg an der Großen Krems
Albrechtsberg an der Großen Krems là một thị xã thuộc huyện Krems-Land trong bang Niederösterreich.